# 661型核潜艇
661型“见血封喉树”(俄語：Анчар)巡航导弹核潜艇，北约命名为Papa级，根据苏联政府决定1959年起由第16中央设计局研究、试验、设计。型号总设计师为俄語：, 不久俄語：继任. 首艇也是唯一的一艘俄語：号于1963年12月28日在北德文斯克造船厂开工建造, 1968年12月21日下水，1969年12月31日交付苏联海军开始服役。
该艇为钛结构艇体，装备10枚可水下发射的SS-N-7(俄語：“紫水晶”)反舰导弹，是世界上第一种能够从水下发射导弹的巡航导弹潜艇. 导弹发射箱排列于潜艇艏部坚固壳体外的两侧,上仰角为32.5°,最大发射深度为30米。发射前提前向发射箱内注水,导弹脱离发射箱后尚未出水时弹翼即迅速打开。导弹装有固燃起飞助推器和主发动机,射程80公里。两座压水堆总热功率为355兆瓦；两套核蒸汽发生器俄語：，2x250吨蒸汽/小时；两套蒸汽涡轮机俄語：；两套涡轮发电机OK-3，2x3000KW；双轴，轴功率80000马力。没有装柴油机，紧急情况下使用电池作为能源。
由於鈦合金無法在氧氣環境下焊接，廠方因此開闢特殊車間灌入氬氣，讓工人穿著類似宇航服、帶氧氣罐的特殊工裝，終於逐步完成鈦合金殼體。但這也意味著後續維護需要極高人力、物力成本，限制了K661型的量產計畫。
该艇在试验中以97%的堆功率曾创造了44.7节的水下航行速度世界纪录至今未被打破. 但由于它存在成本高、噪声大，结构复杂等缺陷，未投入批量生产，苏联第二代巡航导弹核潜艇的量产型号后为天青石设计局设计的670型鳐鱼级所取代。1978年1月15日K-162更名为K-222. 由于钛结构艇身造价高昂（1967年的20亿卢布)，苏联海军内部称它为“金鱼”（golden fish）。
1988年12月K-222退役封存。2010年3月5日开始在北德文斯克造船厂拆解。

## 资料出处
- 《舰船知识》增刊——二战后苏/俄潜艇全记录 ISSN:1000-7148